# Autovía del Olivar

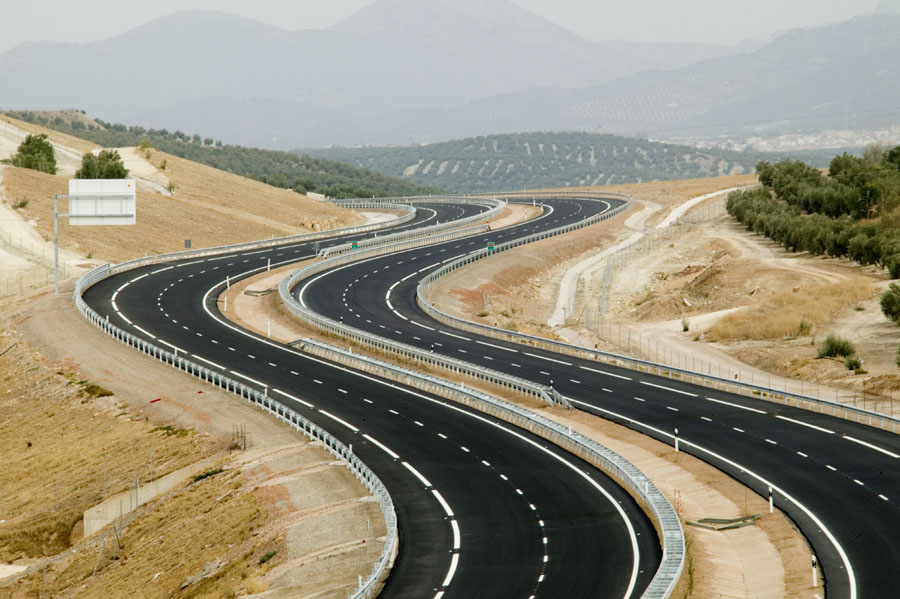
Autovía del Olivar

De Autovía del Olivar is een autovía in Andalusië. De Autovía del Olivar is de ombouw tot autosnelweg van de A-316 en A-318. Voorlopig loopt de autovía over 75 kilometer van Úbeda tot Martos en over 14 kilometer van Cabra tot Lucena. Op termijn moet de snelweg Úbeda met Estepa verbinden over 169 kilometer.